# APELA
APELA (англ. Apelin receptor early endogenous ligand) – білок, який кодується однойменним геном, розташованим у людей на 4-й хромосомі. Довжина поліпептидного ланцюга білка становить 54 амінокислот, а молекулярна маса — 6 622.
| 10         |  | 20         |  | 30         |  | 40         |  | 50         |
| ---------- |  | ---------- |  | ---------- |  | ---------- |  | ---------- |
| MRFQQFLFAF |  | FIFIMSLLLI |  | SGQRPVNLTM |  | RRKLRKHNCL |  | QRRCMPLHSR |
| VPFP       |  |            |  |            |  |            |  |            |

A: Аланін

C: Цистеїн

F: Фенілаланін

G: Гліцин

H: Гістидин

I: Ізолейцин

K: Лізин

L: Лейцин

M: Метіонін

N: Аспарагін

P: Пролін

Q: Глутамін

R: Аргінін

S: Серин

T: Треонін

Кодований геном білок за функціями належить до гормонів, білків розвитку. 
Задіяний у такому біологічному процесі, як гаструляція. 
Секретований назовні.